# Carles Sagués i Baixeras
Carles Sagués i Baixeras   (Badalona, 1954) és un activista, polític i professor jubilat català.
És llicenciat en Geografia i Història i professionalment ha treballat en l'ensenyament. Ha treballat a l'Escola de Formació Sindical de CCOO, sindicat al qual està afiliat. Va combinar la feina de professor amb l'activitat política. Va ser regidor a l'Ajuntament de Badalona de 1983 a 1995 pel Partit Socialista Unificat de Catalunya (PSUC), en qualitat d'independent i després com a membre d'Iniciativa per Catalunya Verds (ICV) arran de la seva fundació. De 2007 a 2015 va tornar a ser regidor i president del grup municipal d'ICV-EUiA, i va ocupar la regidoria de cultura, esports i joventut.
El 2014 va competir amb Àlex Mañas a les primàries d'ICV i va perdre per un estret marge de vots. El 2015 va deixar el càrrec i l'acta de regidor per desavinences amb el partit, si bé va mantenir la militància. Alhora liderava el moviment Per Guanyar Badalona, una plataforma de confluència de diversos moviments socials d'esquerres per concórrer a les eleccions municipals de maig de 2015, que va donar lloc, en combinació amb altres plataformes, a Guanyem Badalona en Comú, on Sagués ha participat amb posterioritat.
És activista social des de la seva adolescència, participat en el moviment de defensa de l'educació i posteriorment es va integrar al moviment veïnal, sent fundador de l'Associació de Veïns del Centre de Badalona. Des de la seva jubilació, participa amb el moviment pensionista i la xarxa solidària de Badalona, de manera molt activa, a més de ser un dels fundadors, a la Plataforma Sant Roc som Badalona, dedicada a tracta casos de vulnerabilitat social, especialment de l'àmbit de l'habitatge, en el barri de Sant Roc.